# شارنو-سور-ان
شارنو-سور-ان (به فرانسوی: Charnoz-sur-Ain) یک کمون در فرانسه است که در Canton of Meximieux واقع شده‌است.

## خصوصیات
شارنو-سور-ان ۶٫۶۲ کیلومترمربع مساحت و ۹۱۲ نفر جمعیت دارد و ۲۲۹ متر بالاتر از سطح دریا واقع شده‌است.